# 紹成
紹成（しょうせい）は、ベトナム胡朝の胡漢蒼の元号。1401年 - 1402年。紹聖とも作る。 

## 西暦・干支・他元号との対照表
| 紹成 | 元年    | 2年     |
| 西暦 | 1401年  | 1402年  |
| 干支 | 辛巳    | 壬午    |
| 明   | 建文3年 | 建文4年 |